# 1882 في كندا
فيما يلي قوائم الأحداث التي وقعت خلال عام 1882 في كندا.

## سياسة

### تعيين في المنصب
- 1 يناير – توماس سكوت عضو مجلس العموم الكندي.
- 1 يناير – جون ماكدونالد عضو مجلس العموم الكندي.
- 1 يناير – روبرت كامبل عضو مجلس العموم الكندي.
- 14 يونيو – جيمس ميتشيل عضو الجمعية التشريعية لنيو برونزويك ‏.
- 20 يونيو – ألكسندر ماكينزي عضو مجلس العموم الكندي.
- 20 يونيو – جون فيرغسون عضو مجلس العموم الكندي.
- 20 يونيو – ويليام توماس بايبس عضو مجلس نواب نوفا سكوشا ‏.
- 20 يونيو – ويليام ستيفنز فيلدينغ عضو مجلس نواب نوفا سكوشا ‏.

### انتهاء فترة المنصب
- 1 يناير – ألبرت جيمس سميث عضو مجلس العموم الكندي.
- 1 يناير – توماس سكوت عضو مجلس العموم الكندي.
- 1 يناير – جون ماكدونالد عضو مجلس العموم الكندي.
- 1 يناير – جيمس براون عضو مجلس العموم الكندي.
- 1 يناير – ويليام براون عضو الجمعية التشريعية لكولومبيا البريطانية ‏.
- 23 مايو – سيمون هيو هولمز عضو مجلس نواب نوفا سكوشا ‏.
- 19 يونيو – ويليام إليوت عضو مجلس العموم الكندي.
- 20 يونيو – ألكسندر ماكينزي عضو مجلس العموم الكندي.
- 20 يونيو – أمور دي كوزموس عضو مجلس العموم الكندي.
- 27 يوليو – جون تومسون عضو مجلس نواب نوفا سكوشا ‏.
- 10 أكتوبر – جون هاميلتون عضو مجلس الشيوخ الكندي ‏.

## مواليد

### يناير
- 1 يناير – إليزه هولواي
- 1 يناير – جاك وينشستر لاعب هوكي جليد كندي.
- 1 يناير – جورج كوكرين لاعب هوكي جليد كندي.
- 3 يناير – موزس كودي
- 8 يناير – ديفيد ميلن
- 10 يناير – ويلسون ميلز سياسي كندي.
- 15 يناير – هنري بور موسيقي كندي.
- 16 يناير – روبرت لين لاعب كرة قدم كندي.
- 18 يناير – دبليو. بينتون إيفانز سياسي كندي.

### فبراير
- 1 فبراير – لويس سانت لوران رئيس وزراء كندا.
- 2 فبراير – جيوفري أوهارا
- 12 فبراير – ويليام صموئيل ميرفي سياسي كندي.
- 27 فبراير – أرت ماكغفرن

### مارس
- 4 مارس – رالف ارين سياسي كندي.
- 5 مارس – بولين دونالدا

### أبريل
- 19 أبريل – ويليام جيرارد باور سياسي كندي.

### مايو
- 8 مايو – الكسندر ميتلاند ستيفن

### يونيو
- 2 يونيو – توماس أونيل سياسي كندي.

### يوليو
- 2 يوليو – فرنسيس كونروي سوليفان مهندس معماري كندي.
- 4 سبتمبر – يوليوس تومسون مُجدّف كندي.
- 10 يوليو – إيرفاين روبرتسون مُجدّف كندي.
- 16 يوليو – إدوارد إيرل ممثل كندي.
- 27 يوليو – أليكس سنكلير

### أغسطس
- 12 أغسطس – فريدريك ماكولاي عالم اقتصاد كندي.
- 16 أغسطس – بيتر غوردون متسابق يخت كندي.

### سبتمبر
- 4 سبتمبر – يوليوس تومسون مُجدّف كندي.
- 8 سبتمبر – تشارلز إيفانز سياسي كندي.
- 18 سبتمبر – تشارلز كولينز لاعب هوكي جليد كندي.
- 18 سبتمبر – روبرت فولر عداء مراثوني من الولايات المتحدة الأمريكية.

### أكتوبر
- 3 أكتوبر – ألكسندر يونغ جاكسون فنان كندي.
- 12 أكتوبر – فرانك كرو مهندس أمريكي.

### نوفمبر
- 8 نوفمبر – هاري هايدن ممثل كندي.
- 18 نوفمبر – ويندهام لويس

### ديسمبر
- 5 ديسمبر – روبرت وير سياسي كندي.
- 6 ديسمبر – بيلي برين
- 6 ديسمبر – ديف روان لاعب كرة قاعدة من الولايات المتحدة الأمريكية.
- 25 ديسمبر – غوردون بلفور مُجدّف كندي.

## وفيات

### أكتوبر
- 7 أكتوبر – إدموند بيرك وود (مواليد 1820) سياسي كندي.
- 9 أكتوبر – آدم أوليفر (مواليد 1823) سياسي كندي.
- 10 أكتوبر – جون هاميلتون (مواليد 1802) سياسي كندي.

### ديسمبر
- 17 ديسمبر – ويليام مكاي رايت (مواليد 1840) سياسي كندي.